# Metacyrba pictipes
Metacyrba pictipes är en spindelart som beskrevs av Banks 1903. Metacyrba pictipes ingår i släktet Metacyrba och familjen hoppspindlar. Inga underarter finns listade i Catalogue of Life.